# Friedrich von Urff
Friedrich Carl Ernst von Urff (* 13. April 1805 in Kassel; † 27. Oktober 1873 ebenda) war ein kurhessischer Jurist und Kommunalpolitiker. Urff war von 1838 bis 1849 mehrmals Mitglied der kurhessischen Ständeversammlung.

## Leben

### Familie
Die Familie von und zu Urff ist ein altes niederhessisches Adelsgeschlecht, aus der zahlreiche Persönlichkeiten der hessischen Geschichte hervorgingen. Sein Vater Wilhelm Georg Ludwig Kasimir von Urff (* 11. November 1753 in Niederurff; † 6. September 1834 in Zwesten) wurde kurhessischer Generalleutnant und Gouverneur von Kassel. Er heiratete am 18. Oktober 1797 in Zwesten Amöne Antoinette Marie Friederike Wilhelmine von Dalwigk (* 16. August 1770 in Dillich; † 30. August 1858 in Kassel) aus dem Haus Schauenburg. Das Paar hatte drei Söhne und eine Tochter.
Friedrich war das dritte Kind. Sein älterer Bruder Wilhelm von Urff wurde kurhessischer Generalmajor und war ebenfalls Mitglied in der kurhessischen Ständeversammlung. Ihre einzige Schwester Ernstine Friederike Karoline von Urff (* 6. Januar 1801 in Niederurff; † 28. März 1831 in Zwesten) heiratete im Oktober 1821 den kurhessischen Generalmajor Julius Georg von Langenschwarz.

### Beruflicher Werdegang
Urff wurde in den kurhessischen Justizdienst übernommen und war 1834 zunächst Referendar am Zivilsenat des Obergerichts in Marburg. 1840 wurde er dort zum Obergerichtssekretär ernannt und später zum Regierungssekretär in Marburg. Von  1849 bis 1851 war er Landrat im Landkreis Rotenburg und danach Verwaltungsjurist in Rotenburg an der Fulda.
Bereits 1838 wurde Urff Mitglied der kurhessischen Ständeversammlung, dem 6. Landtag, als Vertreter der Ritterschaft des Schwalmstroms. Auch im folgenden 7. Landtag von 1839 bis 1841 war er Mitglied als Vertreter für den Fürsten von Isenburg-Birstein sowie von 1847 bis 1849, dem 10. und 11. Landtag, erneut als Vertreter für die Ritterschaft des Schwalmstroms. Er starb am 27. Oktober 1873, im Alter von 68 Jahren, in Kassel.

### Ehe und Nachkommen
Friedrich von Urff heiratete am 29. Mai 1836 in Marburg Auguste Karoline Longine von Heeringen (* 25. Februar 1808 in Arolsen; † 23. Juni 1848 in Marburg), eine Tochter des fürstlich waldeckschen Oberst Carl August von Heeringen. Sie hatten einen Sohn und eine Tochter. Amöne Marianne Henriette Louise Ernstine Karoline Marie von Urff (* 25. Oktober 1839 in Marburg) heiratete im April 1867 in Kassel den königlich preußischen Kammerherren und Intendanten des Kasseler Hoftheaters Karl Albert Buderus von Carlshausen. Ihr jüngerer Bruder Carl Casimir Wilhelm Julius Josias von Urff (* 20. Juli 1841 in Zwesten) heiratete im Juni 1876 in Kassel Anna Julie Biermann, die Tochter des Mediziners Friedrich Biermann. Aus der Ehe gingen zwei Söhne und eine Tochter hervor.